# The Jay Five
The Jay Five war eine westdeutsche Beat-Band, die 1965 in Würzburg gegründet wurde. 
Im August 1968 machte die Band mit Bill Ramsey eine Tournee durch die CSSR. Kurz danach siedelte sie nach Köln über, um als Studioband beim Plattenlabel Cornet von Heinz Gietz zu arbeiten. 
Die Band bereicherte dort Aufnahmen von z. B. den Fischerchören, Günter Kallmann und dem Botho-Lucas-Chor. Unter den Namen The Goosies und The High Spots veröffentlichte sie auch selbst softere Musik.
Die Kollaboration mit Graham Bonney Siebenmeilenstiefel erreichte Platz 6 der deutschen Charts. Mit Cindy & Bert spielten sie den Titel Der Hund von Baskerville ein, das deutsche Cover des Black-Sabbath-Hits Paranoid. In den Jahren 1971 und ´72 führten sie die Rockoper Tommy von The Who auf. Nach dem Ende dieser Tournee löste sich die Band auf.

## Mitglieder
- Klaus Dieter "Jiggs" Blahak
- Elmar "Jerry" Kast
- Günther-Eric "Jay" Thöner († 2001)
- "Joe" Voggenthaler
- Tom "Jock" Wohlert

## Film- und Fernsehauftritte
- Beat Mit Bill Ramsey, Fernsehfilm (1967)
- Die Drehscheibe (22. Juli 1970)
- Drei mal Neun (1. Juli 1971)
- Des Sommers andere Seite, Fernsehfilm (1971)
- Unsere kleine Show - Musik zur blauen Stunde (7. Mai 1973)